# John Ernest Walker
John Ernest Walker (Halifax, 7 de janeiro de 1941) é um químico britânico, laureado com o Nobel de Química de 1997, juntamente com Paul Delos Boyer e Jens Christian Skou, "por sua elucidação do mecanismo subjacente a síntese enzimática de adenosina trifosfato (ATP)".